# Хайнрих III фон Феринген-Хетинген
Хайнрих III фон Феринген-Хетинген (на немски: Heinrich III von Veringen, Graf von Hettingen; † сл. 29 ноември 1307) e граф на Феринген и на Хетинген в района на Зигмаринген в Баден-Вюртемберг.

## Произход
Той е син на Волфрад IV фон Феринген († 1269/1270), граф на Феринген и Неленбург, и съпругата му Кунигунда фон Гунделфинген. Брат е на Манголд II фон Феринген-Хетинген († сл. 1302), Волфрад V фон Феринген-Хетинген († сл. 1311), Еберхард фон Феринген († сл. 1295) и на Анна фон Неленбург († сл. 1322).
- Замък Феринген до Зигмаринген
- Дворец Хетинген (2007)

## Фамилия
Хайнрих III фон Феринген-Хетинген се жени за Ида († 1284). Те имат децата:
- Волфрад VI фон Феринген († сл. 1330), женен пр. 3 август 1320 г. за Мехтилд фон Хоенберг, монахиня в Ройтхин (1352), дъщеря на граф Ото I фон Хоенберг († 1299) и Мария фон Магенхайм († 1321)[3]
- Хайнрих IV фон Феринген (* ок. 1280; † 25 март 1366), женен пр. 1340 г. за графиня Удилхилд фон Цолерн († 16 октомври 1382), дъщеря на граф Фридрих II фон Цолерн-Шалксбург († 1315/1319) и графиня Агнес фон Неленбург († сл. 1325)[4]
- Катарина фон Феринген († сл. 18 октомври 1352), омъжена за граф Хуго фон Райхенберг († пр. 21 юли 1351)